# Belocephalus
Belocephalus is een geslacht van rechtvleugeligen uit de familie sabelsprinkhanen (Tettigoniidae). De wetenschappelijke naam van dit geslacht is voor het eerst geldig gepubliceerd in 1875 door Scudder.

## Soorten
Het geslacht Belocephalus omvat de volgende soorten:
- Belocephalus davisi Rehn & Hebard, 1916
- Belocephalus hebardi Davis, 1912
- Belocephalus hesperus Hebard, 1926
- Belocephalus micanopy Davis, 1914
- Belocephalus sabalis Davis, 1912
- Belocephalus sleighti Davis, 1914
- Belocephalus subapterus Scudder, 1875
- Belocephalus uncinatus Hebard, 1926